# Rivera (Almese)
Rivera  è una frazione del comune di Almese situata a 378  m s.l.m. Prima di essere aggregata ad Almese il paese fu capoluogo di un comune autonomo.

## Geografia fisica
La frazione Rivera è collocata nella bassa Valsusa sulle pendici meridionali del Musinè.

## Storia

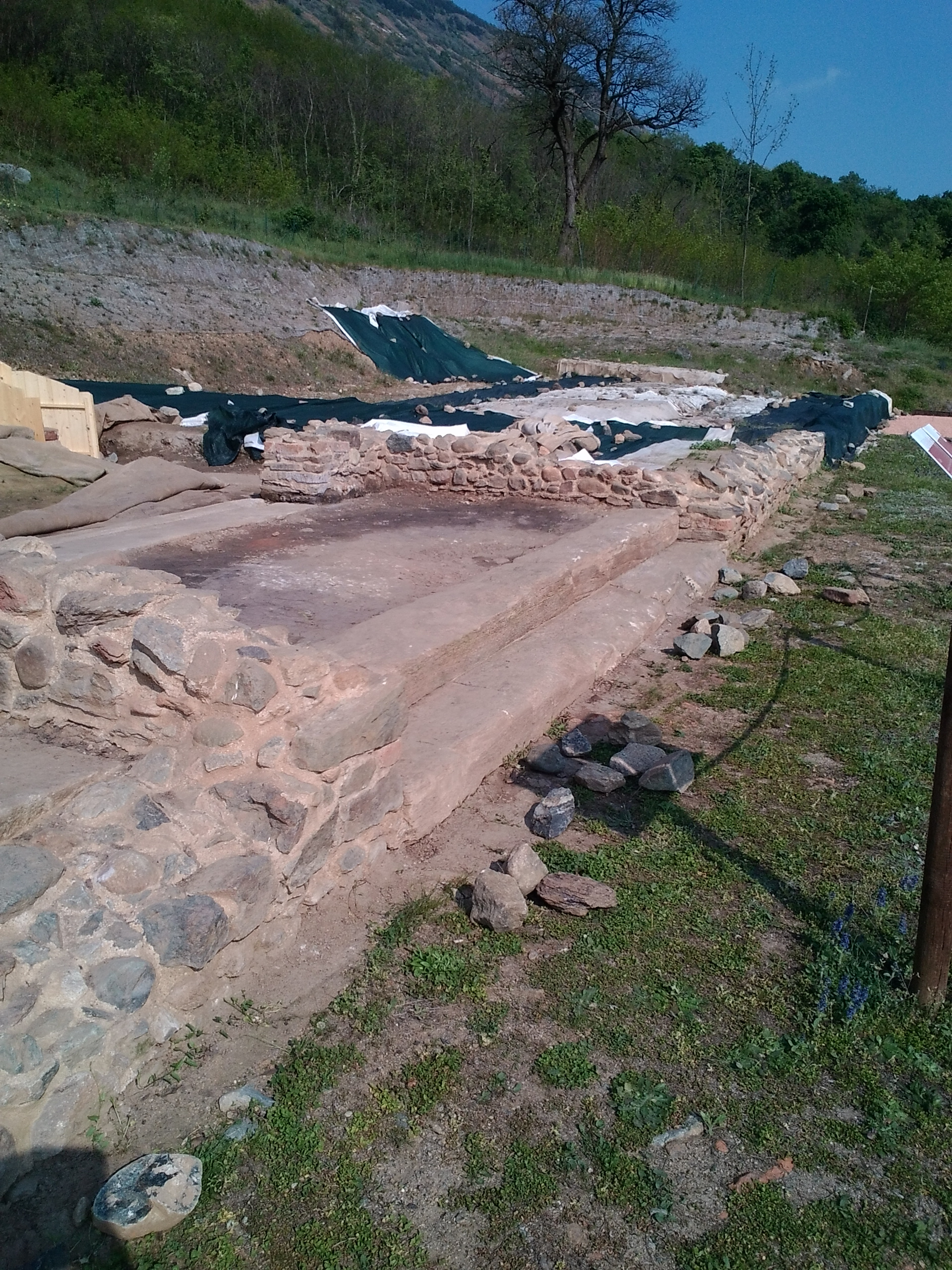
Scavi della villa romana.

Nei pressi di Rivera, in località Grange, sono presenti i ruderi di una villa romana con importanti opere murarie, frammenti di mosaici a motivi geometrici e ceramiche risalenti ad un periodo compreso tra il I e il VI secolo d.C.. La villa fu scoperta nel 1979 e gli scavi proseguirono per molti anni, con l'ultima campagna che data 2007. Nel sito si svolgono periodicamente, a partire dal 2008, stage di educazione ambientale organizzati dal comune di Almese in collaborazione con la Sovrintendenza per i beni archeologici del Piemonte.

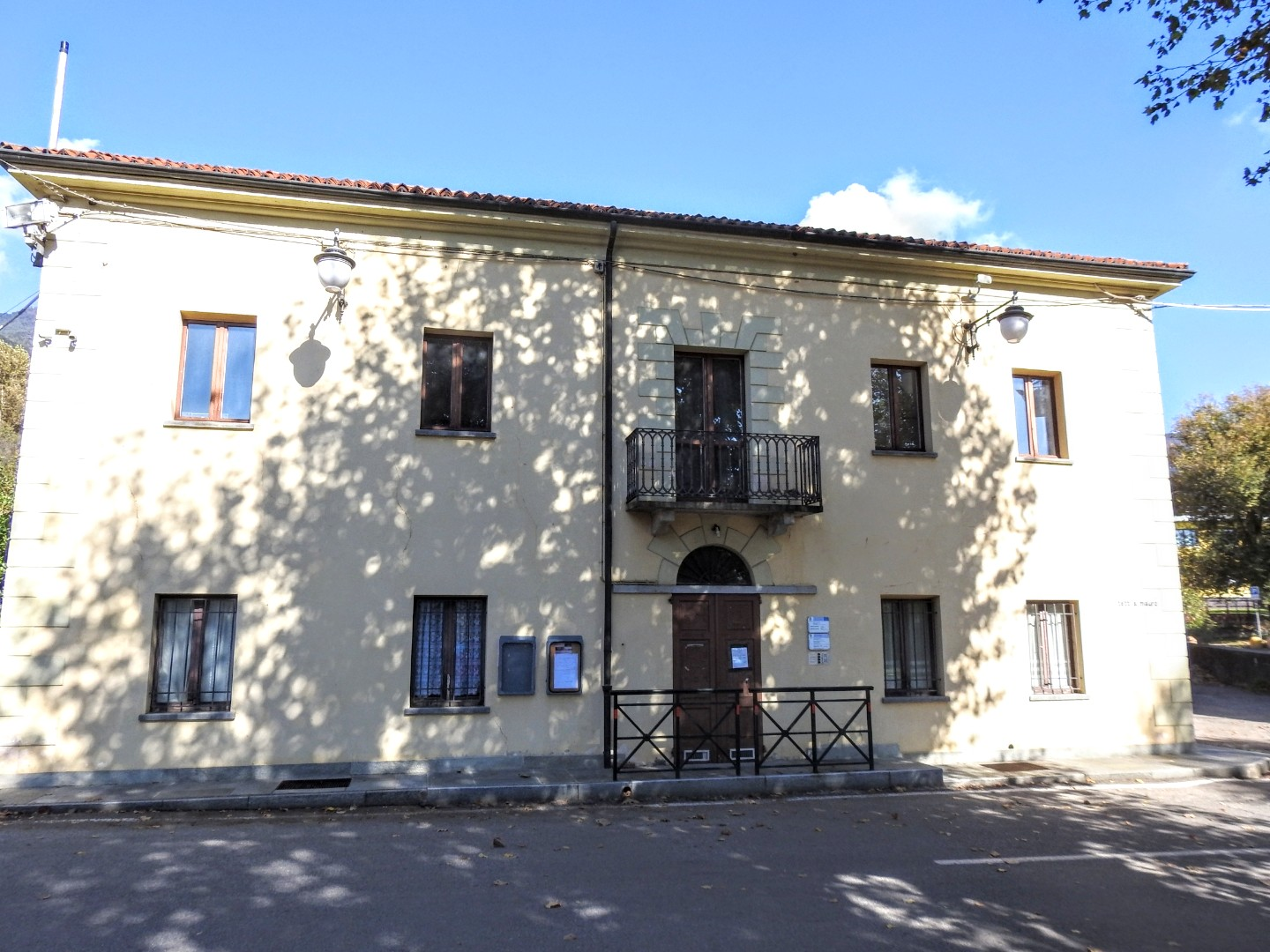
L'ex-municipio

Rivera fu comune autonomo fino al 1928, anno nel quale fu unita a Almese.
Il codice ISTAT del comune soppresso era 001852, il codice catastale (valido fino al 1983) era H349.